# Солоды
Солоды — село в Большесосновском районе Пермского края. Входит в состав Петропавловского сельского поселения.

## Географическое положение
Расположено на левом берегу реки Лем, примерно в 14 км к юго-западу от центра поселения, села Петропавловск, в 2 км от границы с Удмуртией.

## Население
| 2010 |
| ---- |
| 166  |

## Улицы[2]
- Верхняя ул.
- Заречная ул.
- Луговая ул.
- Молодёжная ул.
- Нижняя ул.
- Полевая ул.
- Центральная ул.
- Школьная ул.

## Топографические карты
- Лист карты O-40-85 Петропавловск. Масштаб: 1 : 100 000. Состояние местности на 1983 год. Издание 1984 г.